# Mollia
Mollia (La Mòja in dialetto valsesiano; In d'Molliu in walser) è un comune italiano di 99 abitanti della provincia di Vercelli in Piemonte.
Il paese è noto per aver dato i natali ad Agostini Molino, imprenditore tessile e senatore del Regno di Sardegna che, in seguito al matrimonio della figlia Palmira con il barone Giovanni Andreis, fece costruire a metà Ottocento una villa intitolata “Villa Andreis” che rimase di proprietà dei baroni fino al 1960, anno in cui venne venduta.

## Storia

### Simboli
Il gonfalone è un drappo di azzurro.

## Società

### Evoluzione demografica
Abitanti censiti

## Amministrazione
Di seguito è presentata una tabella relativa alle amministrazioni che si sono succedute in questo comune.
| Periodo        | Periodo        | Primo cittadino     | Partito                        | Carica  | Note  |
| -------------- | -------------- | ------------------- | ------------------------------ | ------- | ----- |
| 26 maggio 2014 | 27 maggio 2019 | Claudio Romagnoli   | lista civica Alpes             | Sindaco | [ 7 ] |
| 27 maggio 2019 | in carica      | Marilena Carmellino | lista civica I Brüsóign Mollia | Sindaco | [ 7 ] |